# World Athletics Cross Country Tour
 (février 2023).
Le World Athletics Cross Country Tour est une compétition annuelle d'athlétisme organisée par la World Athletics. Tenu pour la première fois en 2021, le circuit regroupe plusieurs épreuves de cross-country. Il remplace le Circuit mondial IAAF de cross-country, disputé de 1999 à 2020. 
Les différentes épreuves sont classées en catégorie or (gold), argent (silver) et bronze.

## Épreuves «Gold level»
| #  | Meeting                                     | Ville                   | Pays        | 2021-22 | 2022-23 |
| -- | ------------------------------------------- | ----------------------- | ----------- | ------- | ------- |
| 1  | Cardiff Cross Challenge                     | Cardiff                 | Royaume-Uni | 1       | 1       |
| 2  | Cross Internacional Zornotza (en)           | Amorebieta-Etxano       | Espagne     | 2       | 3       |
| 3  | Cross Internacional de Soria (en)           | Soria                   | Espagne     | 3       | 4       |
| 4  | Cross d'Atapuerca                           | Atapuerca               | Espagne     | 4       | 5       |
| 5  | Cross Internacional de Itálica              | Séville                 | Espagne     | 5       | 6       |
| 6  | Cross Internacional de la Constitución (en) | Alcobendas              | Espagne     | 6       | 7       |
| 7  | Cross Champs                                | Walnut / Austin         | États-Unis  | 7       | 8       |
| 8  | Cross Internacional de Venta de Baños (en)  | Venta de Baños          | Espagne     | 8       | 9       |
| 9  | Campaccio                                   | San Giorgio su Legnano  | Italie      | 9       | 10      |
| 10 | Cross Juan Muguerza                         | Elgoibar                | Espagne     | 10      | 11      |
| 11 | Cinque Mulini                               | San Vittore Olona       | Italie      | 11      | 12      |
| 12 | Sirikwa Cross Country Classic (en)          | Eldoret                 | Kenya       | 12      | 16      |
| 13 | Cross de Hannut                             | Hannut                  | Belgique    | 13      | 13      |
| 14 | Almond Blossom Cross Country                | Albufeira               | Portugal    | 14      | 17      |
| 15 | Gran Premio Cáceres Campo a Través          | Serradilla / Calzadilla | Espagne     | 15      | 15      |
| 16 | Cross Country Bydgoszcz na Start            | Bydgoszcz               | Pologne     | NC      | 2       |
| 17 | Botswana Cross-Country Challenge            | Gaborone                | Botswana    | NC      | 14      |